# Tisbe bermudensis
Tisbe bermudensis is een eenoogkreeftjessoort uit de familie van de Tisbidae. De wetenschappelijke naam van de soort is voor het eerst geldig gepubliceerd in 1930 door Willey.